# Planeta helado

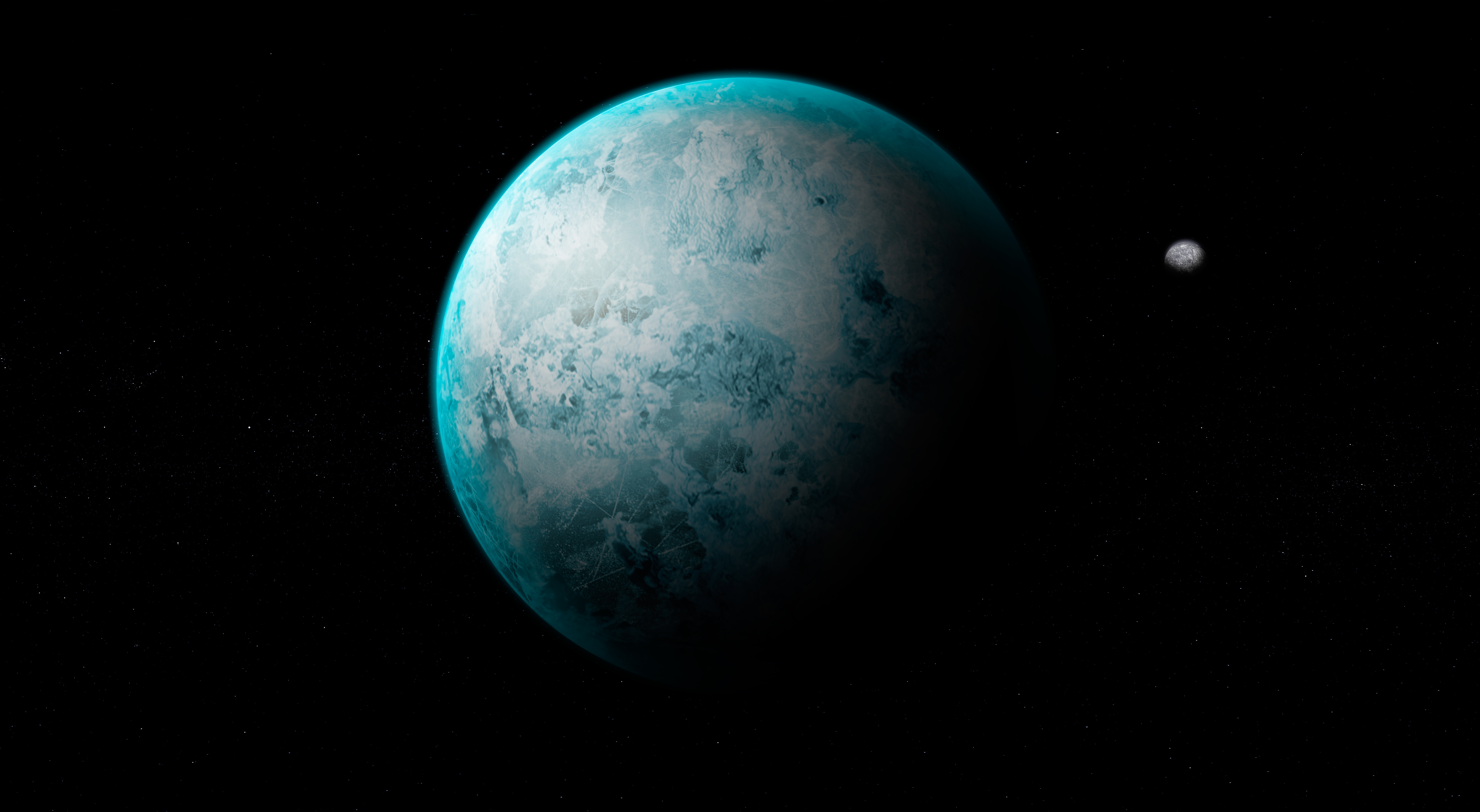
Ilustración de un hipotético planeta helado

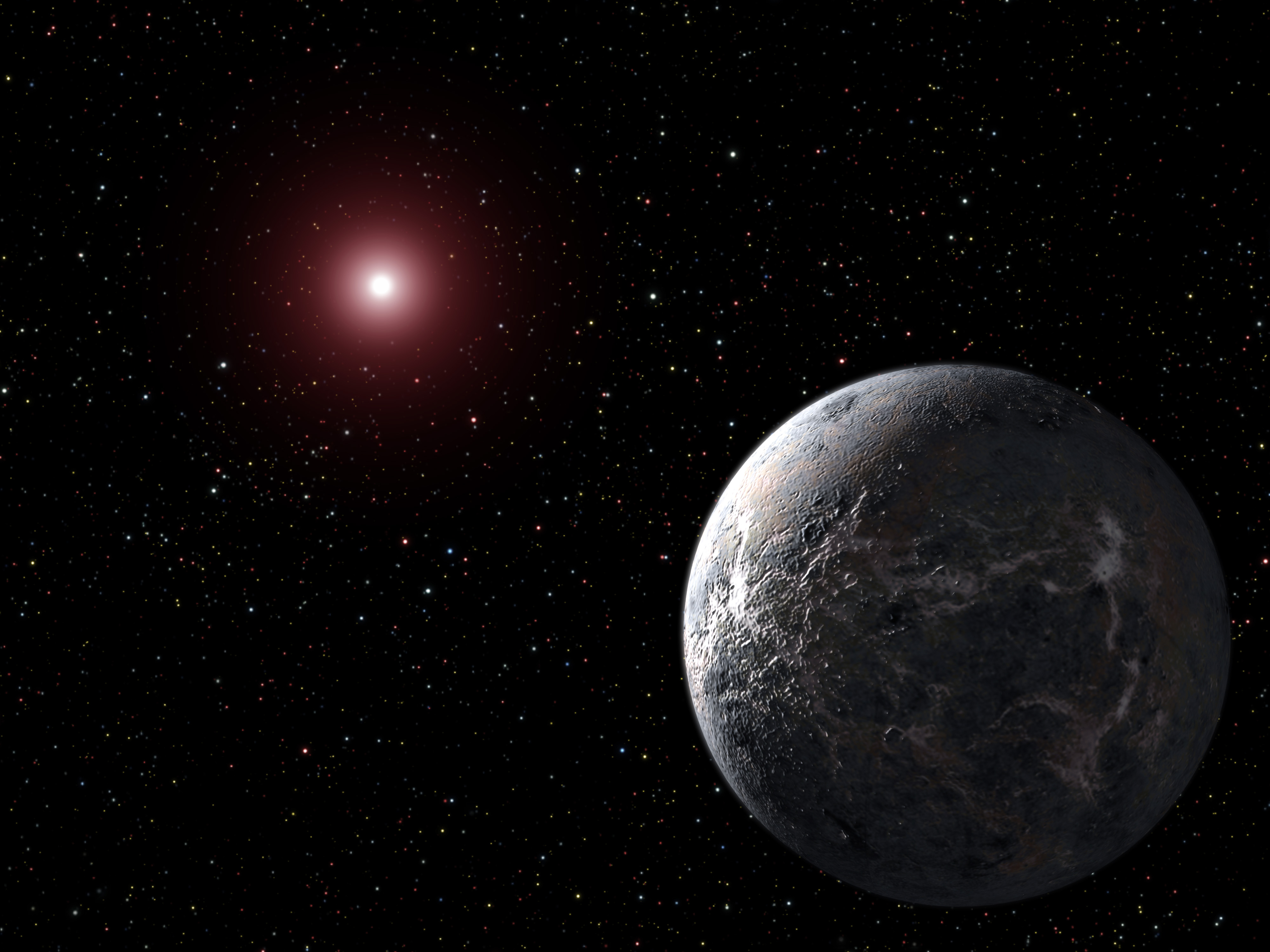
OGLE-2005-BLG-390Lb es un planeta helado.

El planeta helado es un tipo de planeta con una superficie helada de volátiles como agua, amoniaco o metano. Los planetas helados constan de criósferas globales. 
Bajo una definición geofísica de planeta, los mundos helados de menor tamaño del sistema solar califican como planetas helados. Estos incluyen la mayoría de las lunas de masa planetaria como Ganimedes, Titan, Europa, Encélado, y Tritón y también los planetas enanos conocidos como Plutón, Haumea y Eris.

## Características y habitabilidad
Los planetas helados suelen presentarse casi blancos con un albedo de más de 0,9. La superficie de un planeta de hielo puede estar compuesta por agua, metano, amoniaco, dióxido de carbono (conocido como "hielo seco"), monóxido de carbono, u otros compuestos volátiles, dependiendo de la temperatura superficial del planeta. Los planetas helados tendrían temperaturas superficiales por debajo de 260 K si están compuestos de principalmente de agua, por debajo de 180 K si principalmente compuesta de CO2 y amoníaco, y por debajo de 80 K si compone principalmente de metano.
En la superficie, los planetas helados son generalmente hostiles a las formas de vida como los que viven en la Tierra, porque son muy fríos. Muchos planetas helados pueden tener océanos debajo de la capa de hielo, calentadas por sus núcleos o por las fuerzas de marea de otro cuerpo cercano. El agua subglaciar en estado líquido proporcionaría condiciones de habitabilidad, incluyendo peces, plancton y microorganismos. Las plantas del subsuelo como la conocemos no existirían porque no hay luz para producir fotosíntesis. Los microorganimos pueden producirían nutrientes que utilizan productos químicos específicos llamados quimiosíntesis.

## Objetos y candidatos
Aunque hay muchos objetos helados en el sistema solar, ninguno de ellos califica como planeta bajo la redefinición de planeta de 2006. Sin embargo, la mayoría de las lunas de masa planetaria son hielo-roca (e. j. Ganimedes, Titan, Calisto, Encelado, Tritón) o primariamente hielo (e. j. Mimas, Tetis, Japeto, Dione, Miranda) y entonces califican como planetas helados bajo definiciones geofísicas del término. Los objetos más grandes del Cinturón de Kuiper, como Plutón, Haumea y Caronte, también califican como tal bajo definiciones geofisicas. Europa esta a menudo considerado un planeta de hielo debido a su superficie helada, aunque su alta densidad indica que su interior es rocoso. Esto también es cierto para el objeto del disco difuso Eris.
Es posible que haya diez planetas de hielo. Ejemplos de esta clase planetaria son: OGLE-2005-BLG-390Lb, Gliese 667 Cd, MOA-2007-BLG-192-L b, Kepler-441b y LHS 1140b.

## En la ficción
Los planetas helados han ocupado un lugar destacado en la ciencia ficción, como Hoth, un planeta de hielo que aparece en Star Wars: Episode V - The Empire Strikes Back. La película Ice Planet, estrenada en 2001, se ambiento en un planeta de hielo desconocido.